# 中国国鉄上游型蒸気機関車
上游型蒸気機関車（しゃんようがたじょうききかんしゃ）は中華人民共和国鉄道部（中国国鉄）の入換用テンダー式蒸気機関車であり、入換用や各地の炭鉱、または区間運転用に設計されたもので、中国の工業用蒸気機関車では最多であり、生産期間が最も長かった蒸気機関車である。
上游型は最初「工農型」といったが、1959年より大連機車車輛廠と唐山機車車輛廠で改良研究がはじめられ、解放6型（JF6，日本製）の技術をもとに改良設計された。1960年には唐山機車車輛廠で追加修理設計が行われて「上游型」と改名された。1961年より唐山廠と青島四方機車車輛廠で追加改良がおこなわれて1964年生産開始となり、唐山機車車輛廠で製造を行うようになった。
上游型蒸気機関車は唐山機車車輛廠、四方機車車輛廠、太原機車車輛廠等で製造され続け、1999年に1772台目の上游型最後の一台を製造し、中国の蒸気機関車製造は終わりを告げた。累計での製造は1769両である。